# Aromaterapia
Aromaterapia ou aromoterapia é uma pseudociência baseada na utilização de óleos essenciais e outro tipo de fragrâncias com o intuito de melhorar o bem-estar físico e psicológico de uma pessoa. Esta prática pode ser realizada como terapia complementar ou, de forma controversa, como medicina alternativa. Na terapia complementar, a aromaterapia é realizada a par do tratamento médico convencional, enquanto que na medicina alternativa é realizada em substituição do tratamento médico baseado em evidências. O conceito contemporâneo de aromaterapia surgiu na Europa no início do século XX. O termo "aromaterapia" apareceu publicado pela primeira vez em 1937, num livro do químico francês René-Maurice Gattefossé.
Os óleos essenciais são extraídos das flores, folhas, caule ou raízes das plantas, sendo depois diluídos noutro óleo ou em álcool. Os óleos podem ser aplicados diretamente na pele, pulverizados no ar, inalados ou diluídos na água do banho. A aromaterapia pode ser usada em conjunto com massagens como método de relaxamento. Os praticantes alegam que as fragrâncias dos óleos essenciais estimulam os nervos no nariz, enviando sinais à região do cérebro que controla a memória e as emoções. Acreditam ainda que, dependendo do óleo, o resultado pode ser relaxante ou estimulante e que determinados óleos estimulariam o corpo a produzir substâncias que combatem a dor.
Embora existam algumas evidências de que a aromaterapia possa ter um efeito passageiro na diminuição da ansiedade, não existem evidências de que este efeito seja duradouro. Não existem evidências de a aromaterapia seja eficaz na prevenção ou tratamento de qualquer doença. As várias revisões sistemáticas sobre aromaterapia têm verificado a existência de estudos de má qualidade e mal concebidos e concluíram não existirem evidências sólidas de que seja eficaz no tratamento da dor durante o parto, no tratamento de náuseas e vómitos após cirurgia, no tratamento dos sintomas de demência, ou no alívio de sintomas do cancro.
A aromaterapia apresenta uma série de efeitos adversos que, a par da falta de evidências da sua eficácia, fazem com que a sua utilidade seja questionável. Alguns óleos podem causar irritação da pele, principalmente em contacto com as membranas do olho, nariz e boca. A elevada concentração dos óleos essenciais provoca irritações na pele quando são usados de forma não diluída. Alguns óleos usados para diluir os óleos essenciais podem causar reações reações fototóxicas na pele, principalmente naqueles à base de citrinos. Alguns óleos essenciais, como o óleo de eucalipto, são extremamente tóxicos quando ingeridos, mesmo em pouca quantidade. Em pessoas com doenças pulmonares como asma, alergias respiratórias ou outras doenças pulmonares crónicas, os óleos essenciais podem causar espamos das vias aéreas. A aromaterapia é particularmente perigosa durante a gravidez, uma vez que alguns óleos podem causar contrações do útero, como os óleos de Juniperus, de alecrim ou de salva.

## Usos
Em 2018, no Brasil, o Ministério da Saúde, incluiu a sua prática no Sistema Único de Saúde (SUS), como parte da Política Nacional de Práticas Integrativas e Complementares (PNPIC).